# Podviní (tvrz)
Tvrz v Podviní je zaniklá stavba v Praze-Libni v ulici Podvinný mlýn severně od potoka Rokytka.

## Historie
Tvrz ve vsi Podviní vznikla pravděpodobně již ve 14. století a možná jde o nejstarší osídlené místo na celém rozsáhlém území dnešní Libně.  Nejstarší dochovaná zmínka o vsi je z roku 1318, kdy byl jejím vlastníkem Pavel (snad pražský měšťan). V 90. letech 14. století držel ves pražský měšťan Franěk, který ji prodal vdově po Oldřichu Bavorovi Kristě.
Když zemřela, ujímá se jej Adam Podvinský, boháč, mezi jehož dlužníky patřil i Václav IV. Zajímaví jsou také jeho dva příbuzní. Mikuláš Podvinský, mistr Karlovy univerzity, proslul jako neúprosný ideový odpůrce Jana Husa. A Jan Podvinský, který stál v čele nešťastných konšelů, které Václav IV. na sklonku své vlády jmenoval na radnici v Novém Městě pražském. Stal se novoměstským purkmistrem, ale ze svého úřadu se dlouho netěší. Během
 první pražské defenestrace v neděli 30. července 1419 byl spolu s dalšími konšely (počet zavražděných se v různých pramenech liší) brutálně zabit husity, zradikalizovanými Janem Želivským. Adam Podvinský měl větší štěstí: podařilo se mu spasit duši útěkem z Podviní do ciziny. Totéž se povedlo mistru Mikulášovi z Podviní.
Roku 1421 zabrali husité statky tehdejšímu majiteli Adamovi a postoupili je Janu Bradatému. V tom roce je první zmínka o tvrzi. Po smrti Jana přešla tvrz s dvorem na jeho syny Vaňka a Zikmunda. Vaněk roku 1438 zapsal na podvinské tvrzi dluh 47 kop grošů Mikuláši z Krchleb. Tuto pohledávku o rok později postoupil Mikuláš Martinovi z Cách. Roku 1443 došlo k dohodě mezi bratry Martinem a Alešem, kdy Aleš přenechal bratrovi práva k tvrzi za 75 kop grošů a Martin se zavázal, že bratrovi poskytne na tvrzi „dvě nebo tři komory, v nichž by mohl chovat své věci, kteréž by jemu k hospodářstvie potřebny byly“. Po Martinově smrti se tvrzi ujala jeho žena Marta a syn Lukáš; ten se stal koncem 60. let 15. století jediným majitelem tvrze se dvorem a od roku 1470 se nazýval Podvinský z Lerojid.
Poté vlastnili podvinskou tvrz Jan Hroznata z Vrtby (počátek 16. století) a po něm Mikuláš Sulek z Hrádku, který před rokem 1524 prodal „dvůr, tvrz a ves Podviní“ Mikuláši Bryknarovi z Brukštejna. Mikuláš pak spojil Podviní se svým libeňským panstvím.
Roku 1595 byla podvinská tvrz již pustá, brzy poté zpustly i ostatní budovy a Podviní zaniklo. Poslední zmínka o pusté tvrzi je z roku 1609.

### Archeologický průzkum
Zjišťovací archeologický výzkum koncem 20. století provedený před výstavbou nových budov se musel omezit pouze na některé vybrané parcely; průzkum historicky nejzajímavějšího areálu mlýna vynechal (s novou výstavbou se zde nepočítalo). Základní obhlídkou byly pracovníky archeologické společnosti objeveny základy opěrné zdi a rozsáhlá destrukce většího objektu, nacházejícího se severně od původních budov. K nalezenému objektu patřil sklípek vyzděný z lomového zdiva, na severní straně západně od náhonu pak monumentální vstupní brána do dvora. Dochovaný pilíř z dvojice pilířů byl zakončený renesanční profilací. Nepřímo tak byla potvrzena domněnka o místě zaniklé středověké tvrze v Podvinní.. Po tvrzi však nic dalšího nezbylo, ani lidé kteří žijí v okolí o existenci této tvrze nevědí.

## Stavby v okolí
- Mlýn v Podviní vznikl v 18. století. Koncem 20. století byl jako pustý obýván squattery a roku 2001 vyhořel - zřítil se krov a mansardová střecha[4]. Jeho osud je téměř podobný osudu tvrze.